# رادانفا ابوبکر
رادانفا ابوبکر (انگلیسی: Radanfah Abu Bakr؛ زادهٔ ۱۲ فوریهٔ ۱۹۸۷) بازیکن فوتبال اهل ترینیداد و توباگو است.
از باشگاه‌هایی که در آن بازی کرده‌است می‌توان به باشگاه فوتبال سوانزی سیتی اشاره کرد.
وی همچنین در تیم ملی فوتبال ترینیداد و توباگو بازی کرده‌است.